# 수저

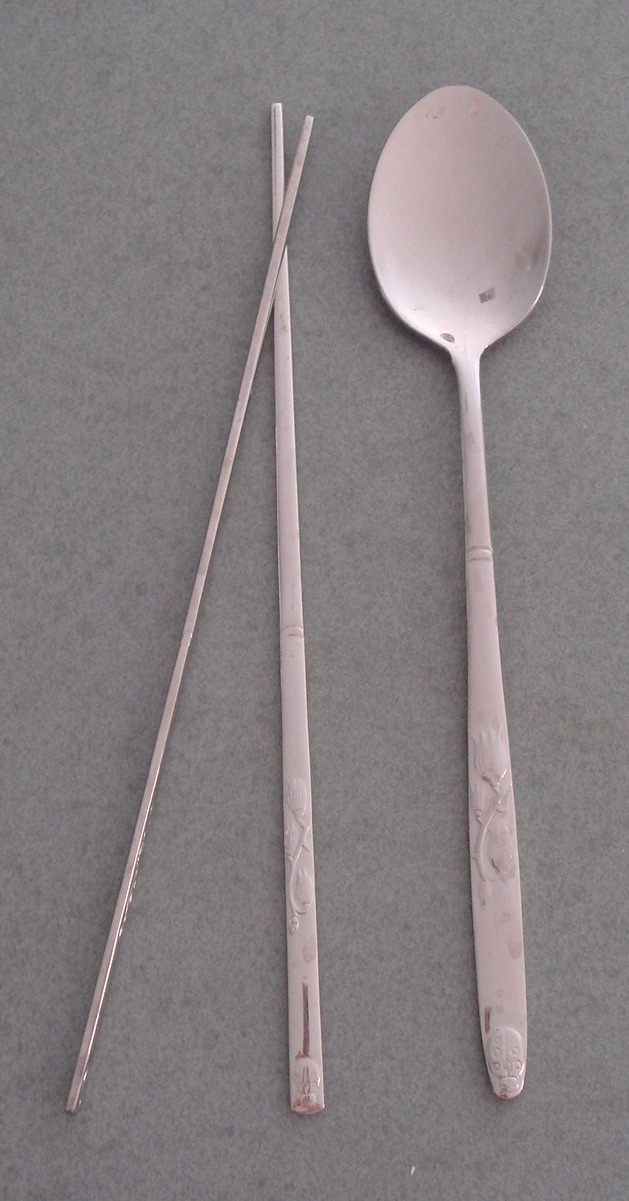
수저

수저는 한국 음식을 먹을 때 사용하는 도구로 숟가락과 젓가락을 함께 이르는 말이다.
수저는 쇠로 만든 젓가락과 같은 재료의 숟가락이 한 세트를 이룬다. 수저로 음식을 먹을 때 숟가락과 젓가락은 따로 사용하는 것이 일반적인 식사 예절이다. 젓가락은 사용하지 않을 때는 상에 놓아둔다.
수저를 담는 수저집 또는 수저주머니는 종이나 천으로 만든다. 특히 천으로 수를 놓아 만든 수저주머니는 장수를 기원하며 여성의 혼수품 등으로 사용되었다. 현대에 와서는 기념품으로 판매된다.
수저를 동시에 사용하는 것은 동북 아시아 지역의 한국, 중국, 일본 중 한국만의 독특한 문화이다.

## 같이 보기
- 숟가락
- 젓가락